# Corta Atalaya

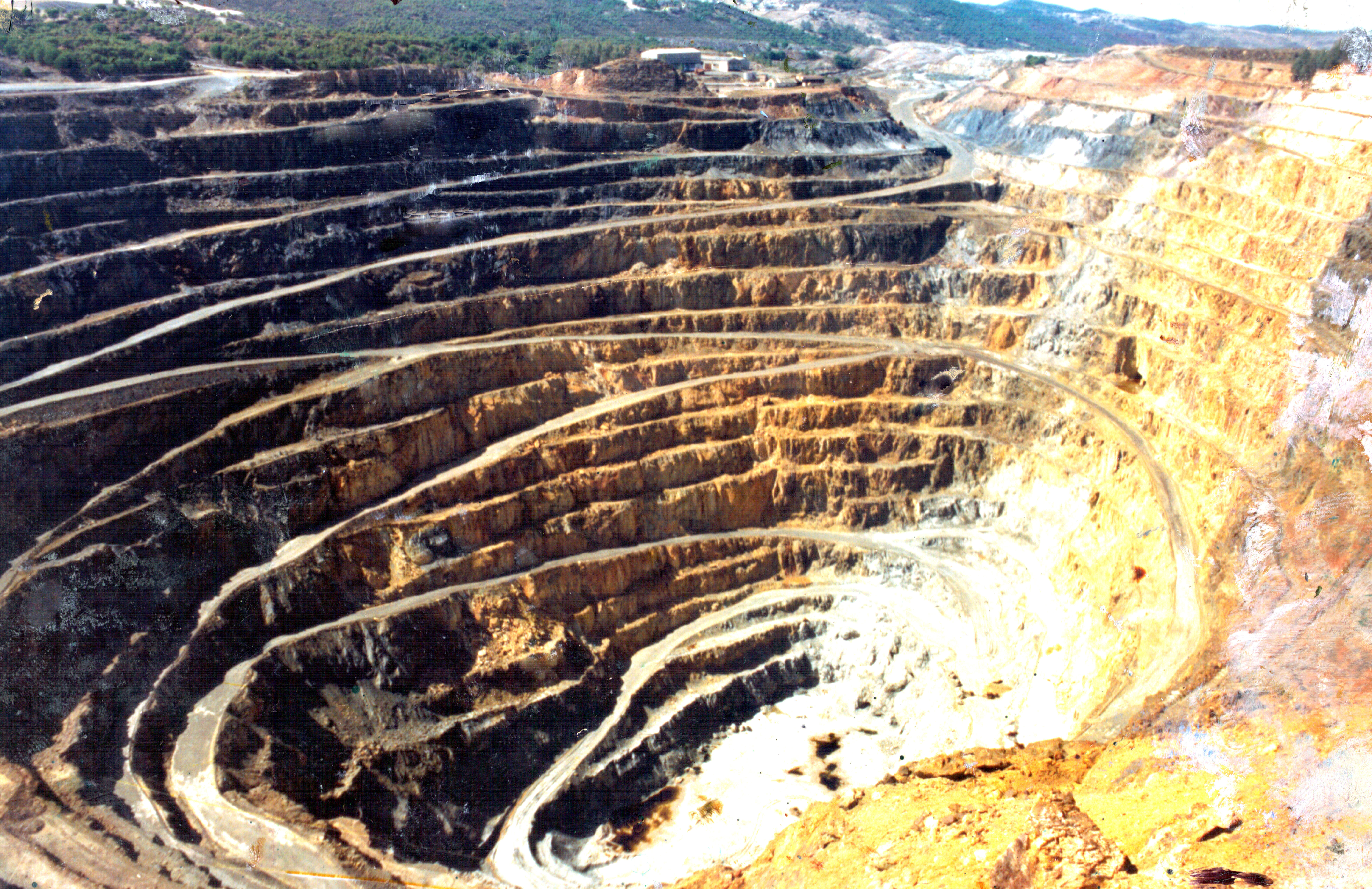
Corta Atalaya als anys 80

Corta Atalaya és una mina a cel obert situada a la Faixa Pirítica Ibèrica, al municipi de Minas de Riotinto, de la província de Huelva (Andalusia). És la mina a cel obert més gran d'Europa, amb forma el·líptica de 1.200 metres de llargada, 900 d'amplada i una profunditat de 350 metres. Actualment, és força coneguda per la seva singularitat paisatgística.
En començà l'explotació l'empresa Rio Tinto Company el 1907 i arribà a albergar més de 2.000 treballadors. Aprofitaven la riquesa mineral de la mina, on es poden trobar, per exemple, pirita, melanterita o calcantita i se'n pot extreure coure. L'activitat cessà el 1992, i posteriorment la mina s'inundà fins al setzè nivell.

## Història
Aquesta explotació a cel obert es va iniciar l'any 1907 després dels esfondraments que es van produir a la zona de la "Masa de san Dionisio" dos anys abans, que van provocar la combustió de les pirites situades en aquest sector.
El sistema d'explotació era en esglaons i pous Glòria o "Glory Holes", sistema utilitzat fins al nivell 16.

### La Atalaya
Aquest poble es va construir per l'explotació subterrània del "Filón de San Dionisio", que el 1907 passaria a ser el jaciment a cel obert de Corta Atalaya. El 1873, Rio Tinto Company, més tard Rio Tinto Group va adquirir les mines de minas de Riotinto i es va plantejar el problema del trasllat dels treballadors des de casa seva fins al lloc de treball. Per això la companyia va planificar la construcció d'habitatges al lloc on els treballadors ja havien construït les seves barraques per pernoctar a prop de la feina. Així la solució adoptada per l'empresa va ser substituir les barraques per edificacions més duradores als llocs triats pels miners. S'inicia la construcció de 100 habitatges de 45 metres quadrats. L'empresa va completar la població amb la construcció de la plaça publica, la capella, un magatzem de comestibles, un casino, una escola i una caserna de la Guàrdia Civil. Aquesta aldea va acollir gran part dels treballadors de l'empresa minera durant quasi un segle. El moment de més població fou l'any 1910.
| Any  | Població |
| ---- | -------- |
| 1888 | 823      |
| 1900 | 1.272    |
| 1910 | 1.472    |
| 1920 | 1.105    |
| 1930 | 1.238    |
| 1940 | 1.009    |
| 1950 | 662      |

Aquest poble va patir les conseqüències del creixement de la mina, ja que l'any 1970 es va aprovar l'ampliació de la mina. Els habitants a causa del nou projecte van ser reallotjats a Alta de la Mesa, El Valle o en Nerva i es va destruir la població. Encara es poden observar les ruïnes del col·legi, a l'oest de la Corta.

## Curiositats
- Durant molts anys ha estat possible visitar-la, però actualment la companyia holandesa propietària dels terrenys no hi permet l'entrada.
- Va ser escenari del rodatge de les pel·lícules El corazón de la tierra d'Antonio Cuadri i de PROXIMA de Carlos Atanes.
- Va ser la major explotació a cel obert d'Europa.[6]
- El cercle central mesura més de 2.000 metres quadrats.
- A un dels nivells hi ha una locomotora abandonada que permet fer-se una idea de la magnitud de la mina.